# Hemistola pseudocrysoprasaria
Hemistola pseudocrysoprasaria är en fjärilsart som beskrevs av Eugen Wehrli 1929. Hemistola pseudocrysoprasaria ingår i släktet Hemistola och familjen mätare. Inga underarter finns listade i Catalogue of Life.